# Mas Pou (Fornells de la Selva)
El Mas Pou és una obra de Fornells de la Selva (Gironès) inclosa a l'Inventari del Patrimoni Arquitectònic de Catalunya.

## Descripció
Es poden distingir dos edificis ben diferenciats un que constitueix la residencia dels amos i l'altre que constitueix la masoveria on el l'angle dret hi ha una torre rodona. La masoveria és coberta amb teulada a dues vessants i en la façana principal té un portal amb arc rebaixat, un balcó de pedra treballada amb motius florals. Darrere s'hi troba l'edifici dels amos de caràcter més residencial i acabat en terrat.

## Història
En una finestra hi trobem la data de 1575 que sembla probablement l'any d'edificació. En dit segle és quan es reedificà l'església parroquial i algunes cases del nucli.